# Wayne Watson
Wayne Watson (2 de noviembre de 1955) es un deportista neozelandés que compitió en judo. Ganó cuatro medallas en el Campeonato de Oceanía de Judo entre los años 1983 y 1996.

## Palmarés internacional
| Campeonato de Oceanía | Campeonato de Oceanía      | Campeonato de Oceanía | Campeonato de Oceanía |
| Año                   | Lugar                      | Medalla               | Categoría             |
| --------------------- | -------------------------- | --------------------- | --------------------- |
| 1983                  | Numea (Francia)            | Medalla de bronce     | –86 kg                |
| 1985                  | Auckland (Nueva Zelanda)   | Medalla de bronce     | –95 kg                |
| 1988                  | Sídney (Australia)         | Medalla de oro        | –95 kg                |
| 1996                  | Wellington (Nueva Zelanda) | Medalla de oro        | +95 kg                |